# Hodenhagen (Adelsgeschlecht)
Hodenhagen war der Name eines alten niedersächsischen Adelsgeschlecht, das stammesverwandt mit den von Hodenberg war.

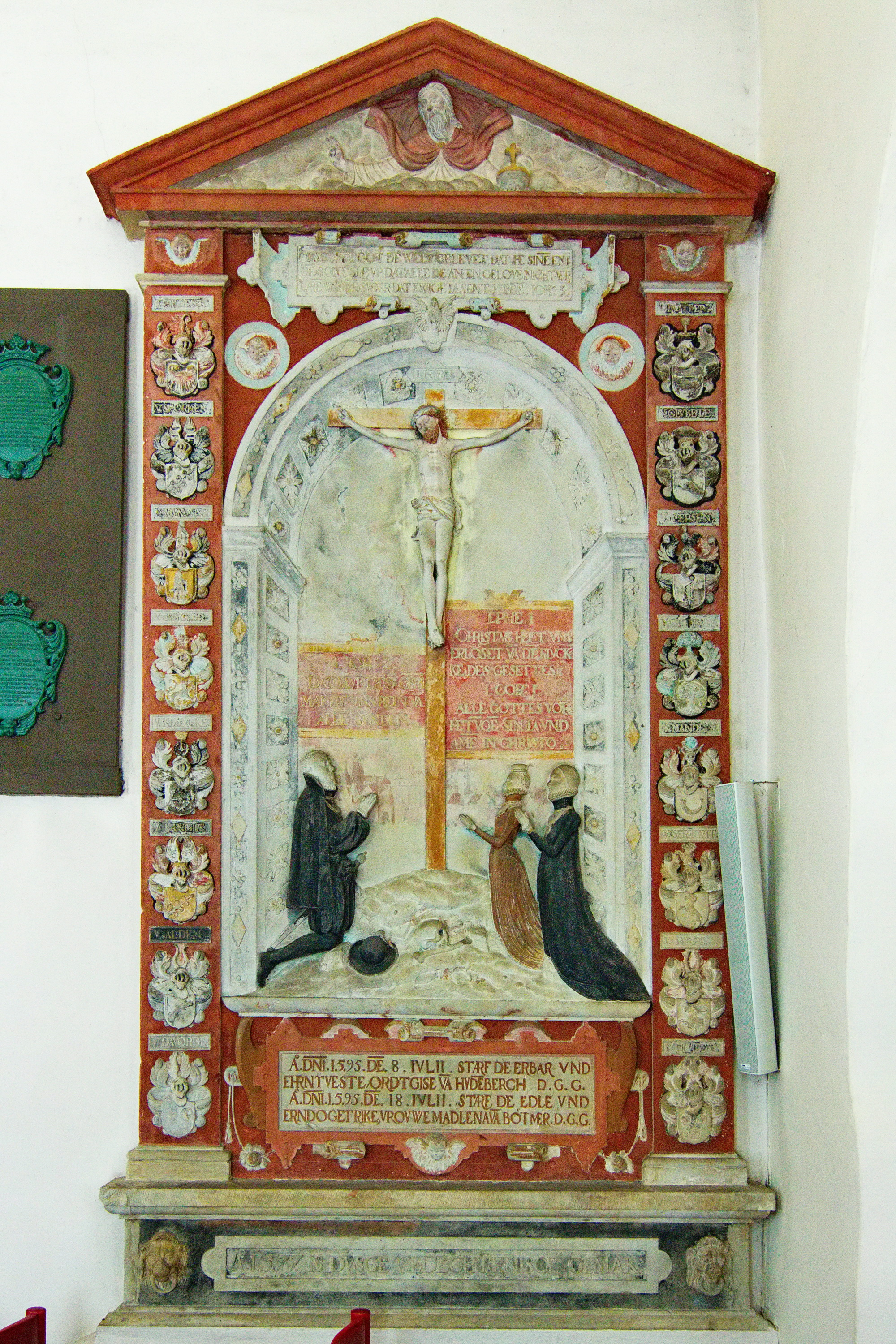
Epitaph für Ortgies III. von Hodenberg zu Hodenhagen († 8. Juli 1595) und seine Ehefrau Magdalena geborene von Bothmer († 18. Juli 1595) in der St. Thomas und Maria-Kirche in Hodenhagen

## Geschichte
Da die von Hodenhagen ein Geschlecht mit den von Hodenberg bildeten, waren die von Hodenhagen ursprünglich auch hochfrei. Das Geschlecht stammt aus dem Ort Hodenhagen. Das Geschlecht von Hodenhagen wurde 1232 erstmals  mit dem Ritter Raven von Hodenhagen erwähnt, der Burgmann auf der Burg Hodenhagen war. In der Geschichtsschreibung wird zum Teil bestritten, dass die Raven von Hodenhagen zum Geschlecht derer von Hodenhagen gehörten. Dies kann daran liegen, dass die Schreiber dachten, Raven sei ein Teil des Nachnamens, jedoch war es der Vorname des Ritters Raven von Hodenhagen. Quellen besagen, dass sich die von Hodenhagen später in „von Hodenberg“ umbenannt haben.